# 高緯
高 緯（こう い）は、北朝北斉の第5代皇帝。武成帝高湛の嫡出長男で、母は胡皇后。後に後主（こうしゅ）と称された。

## 生涯
河清4年（565年）、父帝から皇位を譲られて即位する。天統4年（568年）には武成帝の死によって親政を開始する。文林館を創設するものの暗愚であり、和士開や高阿那肱・穆提婆といった奸臣たちを信任して国力を衰退させた。重臣・王族たちが彼らの讒言によって殺され、特に斛律光を粛清して、蘭陵王高長恭を自殺に追い込んでからは軍事力が衰退し、それまで軍事的に圧倒的な有利さを保持していた陳にさえ国土を侵食される羽目になる。
その有様を見た北周の武帝宇文邕は出兵を決意する。武平6年（575年）に北周軍の侵攻が始まると瞬く間に国土は侵食され、副都であった晋陽も陥落寸前となり、晋陽の防衛を安徳王高延宗に任せて逃亡した。やむなく、高延宗は配下の軍から推戴されて皇帝（安徳王）となり、晋陽の防衛に奮闘するが力及ばず敗北し、北周に捕縛される。一方、高緯は承光元年（577年）長男の高恒（幼主）に皇帝位を移譲して、なおも国内を逃げ回るものの、結局は部下に裏切られて孤立する。同年3月、高緯は青州で高恒ともども北周軍に囚われ、ここに北斉は滅亡した。
その後、北周から温公に封ぜられるものの、建徳6年（577年）に元側近の穆提婆と共謀して反乱を企てたとして殺害された。享年22。

## 逸話
- 自ら琵琶を弾いて「無愁の曲」を作った。近侍が一斉に和したので民間からは「無愁天子」と呼ばれた[3]。
- 異母兄弟の高綽に「任地にいた時、何が楽しかった？」と聞くと「蠍をたくさん入れた穴の中に人を入れてもがき苦しむ様を見るのが楽しかった」と言ったので、同じようなことをさせると、高綽を叱りつけた。「なぜ、このように面白いことを隠しておったのだ」と[3]。
- 陥とされた平陽を奪還しに行った時、あと一押しで落とせるところまでいったが、馮淑妃と共に落城する様を見物しようと攻撃を止めさせた。馮淑妃の化粧に時間を取られたので、結局は落とすことができなかった[3]。
- 陳に侵略された時はさすがに顔色は失ったものの、臣下に「まだ淮河以南を失われたにすぎません。黄河以南を失われたとしても我が国には亀茲くらいの国力があります。一生遊び暮らすには充分ではありませんか」といわれて、そのまま納得してしまった[3]。

## 宗室

### 后妃
- 正室：斛律皇后（廃位）、胡皇后（廃位）、皇后穆黄花、左皇后（淑妃）馮小憐
- 側室：左娥英李氏（李祖娥の弟の李祖欽の娘）、右娥英裴氏、昭儀曹氏、曹氏、昭儀董氏（董賢義の娘）、夫人毛氏（毛思安の妹）、夫人彭氏、夫人王氏、夫人王氏（小王夫人）、夫人李氏（隷戸女）、夫人李氏（李孝貞の娘）

### 子
- 幼主 高恒
- 東平王 高恪
- 高善徳
- 高買徳
- 高質銭

## 系譜
『新唐書』巻七十一、宰相世系表一下、高氏条によれば、高氏は太公望の6世孫で、斉の王である文公が始まりとされる。文公からは、文公-高-□-傒-荘子虎-傾子-宣子固-厚-子麗-止-（9世不明）-量-（9世不明）-洪-（3世不明）-高襃-□-承-延-納-達-隠-慶-泰-謐-樹生（文穆帝）-歓（神武帝）-湛（武成帝）-緯（後主）と続く。

## 末裔
『新撰姓氏録』諸蕃摂津国条には「温義 北斉国温公高緯之後」とあり、摂津国の温義氏が後主の末裔を称していたとされる。